# 메르세데스-벤츠 M256 엔진
메르세데스-벤츠 M256 엔진(영어: Mercedes-Benz M256 engine)은 W222 S450에 최초로 도입된 2017년부터 생산되는 터보차저 6기통 직렬 엔진이다.